# Geokichla dohertyi
El zorzal de Doherty (Geokichla dohertyi) es una especie de ave paseriforme de la familia Turdidae endémica de las islas menores de la Sonda. Su nombre científico conmemora al zoólogo estadounidense William Doherty.

## Distribución y hábitat
Se encuentra únicamente en los bosques de las islas menores de la Sonda, de Lombok a Timor, todas pertenecientes a Indonesia excepto Timor Oriental. La especie está en un rápido declive y ya se ha extinguido en Lombok y otras islas menores. Existe programas de reproducción en cautividad para intentar recuperar la especicie en 19 zoo europeos